# یوکان
یوکان (به انگلیسی: Yukon) کوچکترین و غربی‌ترین قلمرو از سه قلمرو کانادا است. یوکان بسیار کم‌جمعیت است و در کل این قلمرو ۳۵ هزار نفر زندگی می‌کنند که ۲۸ هزار نفر از آن‌ها ساکن مرکز این قلمرو یعنی شهر وایت‌هورس هستند. مساحت یوکان در حدود نیم میلیون کیلومتر مربع است و وایت‌هورس تنها شهر موجود در این قلمرو است.
یوکان تا ۱۳ ژوئن ۱۸۹۸ جزئی از نواحی شمال غرب بود و پس از آن تاریخ از آن قلمرو جدا شد.

## جغرافیا
نام یوکان برگرفته از رودخانه یوکان به معنی رود بزرگ در زبان گویچین است.
بلندترین نقطه آن کوه لوگن با ارتفاع ۵٬۹۵۹ متر (۱۹٬۵۵۱ فوت) است که بعد از کوه مک‌کینلی در آلاسکای آمریکا مرتفع‌ترین نقطه آمریکای شمالی به‌شمار می‌رود.
بیشتر مناطق یوکان در اقلیم زیرشمالگانی قرار دارد که زمستان‌های طولانی سرد و تابستان‌های کوتاه و گرم از ویژگی‌های آن است.
یوکان در دوران باستان بخشی از ناحیه جغرافیایی برینگیا بود و گونه‌های متنوعی از جانوران بزرگی که بسیاری از آن‌ها منقرض شده‌اند در آن زندگی می‌کردند، حیواناتی چون: بایسون، بیزون دشتی، شیر آمریکایی، خرس کوتاه‌چهره، ماموت پشمالو، بیدستر بزرگ، پستانک‌دندان، موس پرشاخ، تنبل زمینی، شترچهره, چاقودندان, گرگ وحشت، گوزن شمالی، گاو مشک، کل سکایی، یوزپلنگ آمریکایی، خرس خاکستری، اسب اسکات، اسب یوکان، گرگ و غژگاو.

## تاریخ
پیشینه سکونت انسان در منطقه یوکان به عصر یخ بازمی‌گردد. خاستگاه بومیان این منطقه از سیبری است. این مردم حدود ۲۰ هزار سال پیش از تنگه برینگ که در آن زمان دو سوی آن هنوز به‌وسیله خشکی به هم وصل بود گذشته و به آمریکای شمالی آمدند. در سده هیجدهم کاشفان روس در امتداد کرانه‌های آلاسکا آغاز به دادوستد با مردم بومی کردند و دادوستد آن‌ها بر مردم یوکان نیز تأثیرگذار بود.
در حدود سال ۸۰۰ میلادی فوران شدید آتشفشان در کوه چرچیل در نزدیکی مرز آلاسکا بخش جنوبی یوکان را با لایه‌ای از خاکستر پوشاند که خاکسترهای آن هنوز در امتداد بزرگراه کوندایک دیده می‌شود. در داستان‌های عامیانه بومیان یوکان آمده‌است که بر اثر این آتشفشان، تمامی حیوانات و ماهی‌ها مردند. داستان‌های مشابهی در ادبیات عامه اقوام ناواهو و آپاچی در جنوب غرب ایالات متحده وجود دارد که وجود این داستان‌ها باعث شده که مردم‌شناسان احتمال این‌که مهاجرت مردم آتاباسکی (که ناواهو و آپاچی جزو آن‌ها هستند) از شمال به جنوب به خاطر این فوران آتشفشانی بوده را زیاد بدانند. در این دوره کمبود شکار بود که مردم بومی این نواحی استفاده از نیزه‌انداز را کنار گذاشته و برای شکار به تیروکمان روی آوردند.
در سال ۱۸۹۶ نزدیک به داسون سیتی طلا کشف و خبر این کشف هجوم حدود صد هزار جوینده طلا به منطقه یوکان را به دنبال داشت، تحولی که به تب طلای کلوندایک معروف است. همین حضور گسترده مهاجران و جویندگان طلا به یوکان بود که باعث شد دولت کانادا این منطقه را به عنوان یک قلمرو جدید و جدا از نواحی شمال غرب به‌رسمیت بشناسد.
تحول بعدی بزرگ در تاریخ یوکان، احداث بزرگراه آلاسکا در خلال سال‌های جنگ دوم جهانی بود که تدارکات را به جبهه جنگ می‌رساند. وایت‌هورس به مرور زمان پیشرفت کرد و تبدیل به بزرگ‌ترین شهر یوکان و در سال ۱۹۵۳ مرکز این قلمرو شد.

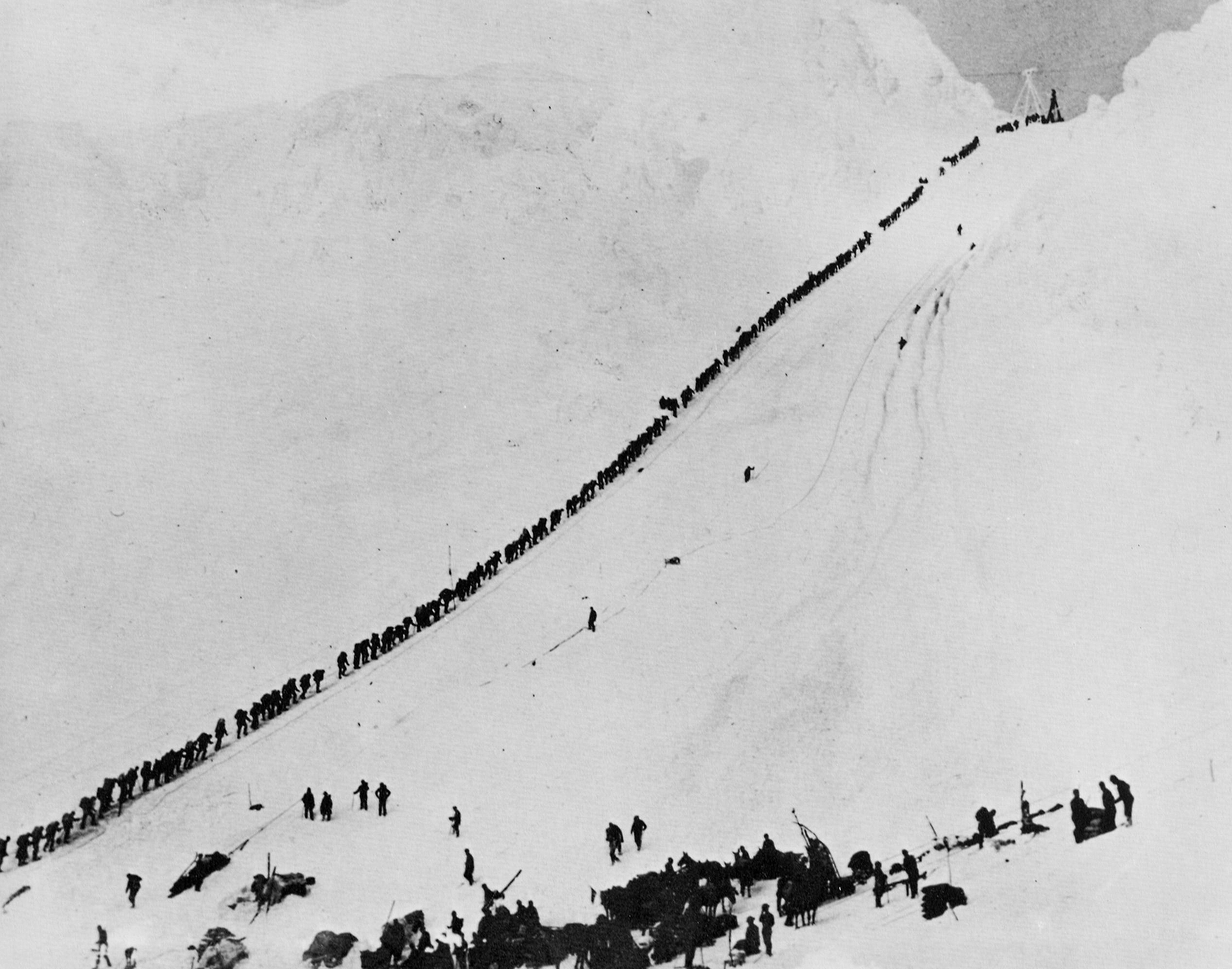
صعود معدنچیان از کوه چیلکوت در جریان تب طلا در یوکان.